# امدهان علی
امدهان علی (انگلیسی: Amdhan Ali؛ زادهٔ ۱۱ سپتامبر ۱۹۹۲) بازیکن فوتبال اهل مالدیو است.
وی همچنین در تیم‌های ملی فوتبال زیر ۲۳ سال مالدیو و مالدیو بازی کرده است.